# 汤姆·奇尔顿
汤姆·奇尔顿，外号卡尔根，是暴雪娱乐的首席设计师，也是《魔兽世界》游戏总监,他有暴雪的PvP的大师的称号。他也是魔兽世界：燃烧的远征的首席设计师; 
奇尔顿曾参加2005年暴雪嘉年华和2007年暴雪嘉年华的开发者环节。2005年暴雪嘉年华，他在开发者环节的讨论包括符文、地牢、突袭战和战场。2007年暴雪嘉年华，他在开发者环节的讨论包括职业，PVP，用户界面和模型，以及行业和项目。他还出现在面板暴雪嘉年华2009年暴雪嘉年华，2011年暴雪嘉年华，2013年暴雪嘉年华和2014年暴雪嘉年华。
他曾任职于起源系统，是《Ultima Online: Age of Shadows》的首席设计师。
他曾参加亚利桑那大学网络漫画PvP的粉丝会。